# Вітрит (медицина)
У цього терміна існують інші значення, див. Вітрит (значення)
Вітрит — запалення склоподібного тіла ока. Виникає при поширенні запального процесу з судинної оболонки ока (увеїт), сітківки (ретиніт). Через відсутність судин і внутрішнє розміщення практично не буває самостійним захворюванням.
Може виникати при проникаючих пораненнях, оперативних втручаннях на оці. Також при поширенні збудника з інших частин тіла, особливо при зниженні імунного статусу організму (наприклад, при сепсисі).

## Класифікація
За перебігом вітрит може бути гострим, підгострим, хронічним.
За збудником: бактеріальним, вірусним, грибковим (переважно Candida). Вітрит дуже характерний для саркоїдозу.

## Симптоми
Затуманювання полів зору, може виникати глибокий тупий біль, що погано реагує на прийом анальгетиків.

## Наслідки
Може спричинити помутніння склоподібного тіла, викликати необхідність вітректомії.